# 外屏增一
外屏增一，即双鱼座72（72 Psc）是双鱼座的一个分光双星系统，视星等为+5.70，距离地球约178光年。